# 5D/Brorsen
O 5D/Brorsen, também conhecido como Cometa de Brorsen ou Cometa Brorsen, foi um cometa periódico descoberto em 26 de fevereiro de 1846, pelo astrônomo dinamarquês Theodor Brorsen. Atualmente esse corpo celeste é considerado um cometa perdido.

## Características orbitais e perda
O periélio do 5D/Brorsen ocorreu em 25 de fevereiro apenas um dia antes da sua descoberta, e mantida a abordagem para a Terra depois que, passando mais próximo da Terra em 27 de março a uma distância de 0,52 UA. Como resultado desta encontro próximo à Terra o diâmetro do coma do cometa aumentou. Johann Friedrich Julius Schmidt estimou o mesmo com 3-4 minutos de arco durante o dia 9 de março, e de 8 a 10 minutos de arco no dia 22 do mesmo mês. Visto pela última vez em 22 de abril, estava estacionado cerca de 20 graus a partir do polo norte celeste. Até o final desta primeira aparição o período orbital foi identificado como 5,5 anos. Foi descoberto que uma abordagem perto de Júpiter em 1842 colocou ele em sua órbita descoberta.
O período de 5,5 anos do cometa significaria que as aparições alternava entre boas e ruins para a observação. Como esperado, o cometa foi perdido em 1851, na sua aparição, quando o cometa só chegou tão perto quanto 1,5 UA da Terra.
A órbita do cometa era ainda relativamente incerta, agravado pelo fato de que havia se aproximado de Júpiter em 1854. Em 1857, Karl Christian Bruhns encontrou um cometa em 18 de março de 1857. Logo uma órbita foi calculada e foi considerado para ser o 5D/Brorsen, embora as previsões foram três meses fora. O cometa foi seguido até junho de 1857, e a órbita então agora conhecida.
O cometa foi perdido em 1862, e a próxima recuperação aconteceu em 1868. Uma nova abordagem perto de Júpiter encurtou o período suficiente para fazer o cometa visível em 1873. A aparição muito favorável, seguido, em 1879, permitindo que o cometa fosse observado pelo tempo mais longo até então, durante quatro meses. O cometa foi perdido em 1884, devido a circunstâncias de observação, mas também não foi atingido em 1890, uma aparição favorável. A seguinte aparição favorável ocorreria em 1901, mas as buscas não localizou o cometa.
A seguinte pesquisa séria foi iniciada por Brian G. Marsden, que acreditava que o cometa tinha-se desvanecido para fora da existência, mas calculou a órbita de uma aparição muito favorável em 1973. Observadores japoneses fizeram buscas intensivas do cometa, mas nada foi encontrado. O cometa é atualmente considerado perdido.